# Фиселхеведе
Фиселхеведе (њем. Visselhövede) град је у њемачкој савезној држави Доња Саксонија. Једно је од 57 општинских средишта округа Ротенбург (Виме). Према процјени из 2010. у граду је живјело 10.392 становника. Посједује регионалну шифру (AGS) 3357051.

## Географски и демографски подаци
Фиселхеведе се налази у савезној држави Доња Саксонија у округу Ротенбург (Виме). Град се налази на надморској висини од 70 метара. Површина општине износи 158,9 km². У самом граду је, према процјени из 2010. године, живјело 10.392 становника. Просјечна густина становништва износи 65 становника/km².